# Aceite de helinio
El aceite de helinio (Inula helenium) se saca destilando la raíz de esta planta con agua
A medida que se separa de ésta se transforma en una masa cristalina que se vuelve a destilar. Es sólido a los 15° y se congela a los 15º bajo cero. Se volatiliza sin residuo.